# Waffenfabrik Solothurn

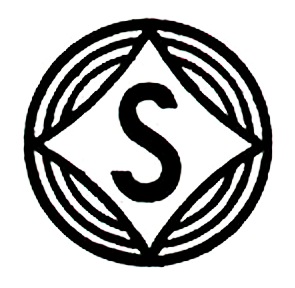
WFS Solothurn Logo

Die Waffenfabrik Solothurn war ein 1929 gegründeter, unter deutscher Mehrheitsbeteiligung betriebener Rüstungsbetrieb im schweizerischen Zuchwil nahe Solothurn. 1949 wurde die Fabrik liquidiert.

## Geschichte
Der Schweizer Konzern SIG gründete 1923 die Patronenfabrik Solothurn AG in Solothurn. Treibende Kraft war dabei der deutsche Ingenieur Hans von Steiger, der während des Ersten Weltkrieges für die Deutsche Waffen- und Munitionsfabriken AG die Munitionsfertigung geleitet hatte. Aus seiner Arbeit hatte er gute Kontakte zur Fritz Werner AG, Berlin, welche die Maschinen zur Patronenfertigung nach Solothurn lieferten. Die Patronenfabrik Solothurn geriet durch die Konkurrenz mit der Hirtenberger Patronenfabrik in finanzielle Schwierigkeiten und wurde 1928 von Fritz Mandl, dem Leiter der Hirtenberger Patronenfabrik, gekauft, der die Patronenfabrik Solothurn AG dann in das Joint-Venture mit der deutschen Rheinmetall-Borsig einbrachte.
Nachdem die Rheinmetall-Borsig Mehrheitseigentümerin wurde, waren in den 1930er Jahren die Haupt-Exportmärkte des Unternehmens Italien, Österreich, Bulgarien, weitere Balkanländer und Südamerika. Besonderes Merkmal dieser Länder: Sie waren ganz überwiegend von faschistisch-diktatorischen Regimen geführt. Ein besonderer Exportschlager war die Panzerbüchse, unter anderem das Modell S18/100. Bis zu seiner Wahl in den Bundesrat 1935 war Hermann Obrecht Verwaltungsrat der Firma und bekleidete zeitweise auch das Amt des Präsidenten dieses Gremiums. „Ich war mir bewusst“, räumte Obrecht später gegen erfolgte Kritik ein, „dass diese Funktion bei einem Politiker ein Schönheitsfehler ist“.
Im Zweiten Weltkrieg belieferte die Waffenfabrik Solothurn ganz überwiegend die Achsenmächte und war auf dem Operationsentwurf gegen die Schweiz der deutschen Heeresleitung als prioritäres Angriffsziel vermerkt. Die Firma war aber auch auf einer ‚schwarzen Liste‘ der Alliierten aufgeführt, als wichtiger ausländischer Waffenlieferant an die Achsenmächte. Das war unter anderem einer der Gründe, warum sie nach Kriegsende 1949 als Waffenfabrik aufgrund des Washingtoner Abkommens aufgelöst wurde.

## Quelle
- Stefan Frech: Solothurner Waffenfabrik in NS-Händen (Sonderbeilage der Solothurner Zeitung vom 16. Dezember 1997)